# Turlough Convery
Turlough Convery (født 18. marts 1991) er en irsk skuespiller. Han er bedst kendt for sin rolle som Bear i sæson 3 af BBC America-serien Killing Eve, hans rolle i My Mad Fat Diary som Liam og i ITV-serien Sanditon som Arthur Parker.